# Calorida
Calorida är ett släkte av skalbaggar. Calorida ingår i familjen vivlar.
Kladogram enligt Catalogue of Life:
| Calorida | \| \| Calorida binocularis \| \| \| \| |
|          | \| \| Calorida binocularis \| \| \| \| |
|          | Calorida binocularis                   |
|          |                                        |